# Aeonium balsamiferum
Aeonium balsamiferum är en fetbladsväxtart som beskrevs av Philip Barker Webb och Berth.. Aeonium balsamiferum ingår i släktet Aeonium och familjen fetbladsväxter. Inga underarter finns listade i Catalogue of Life.

## Bildgalleri

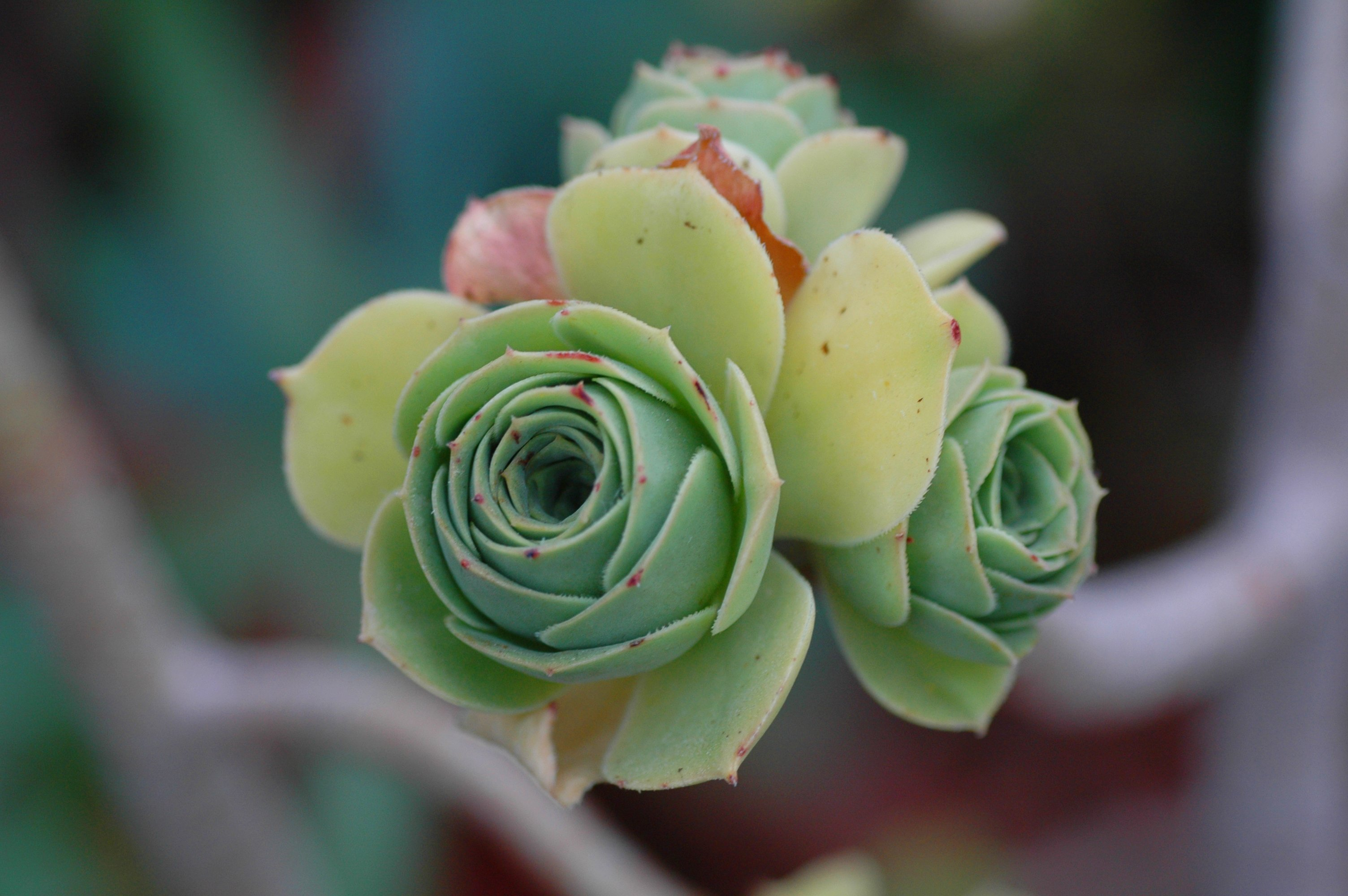
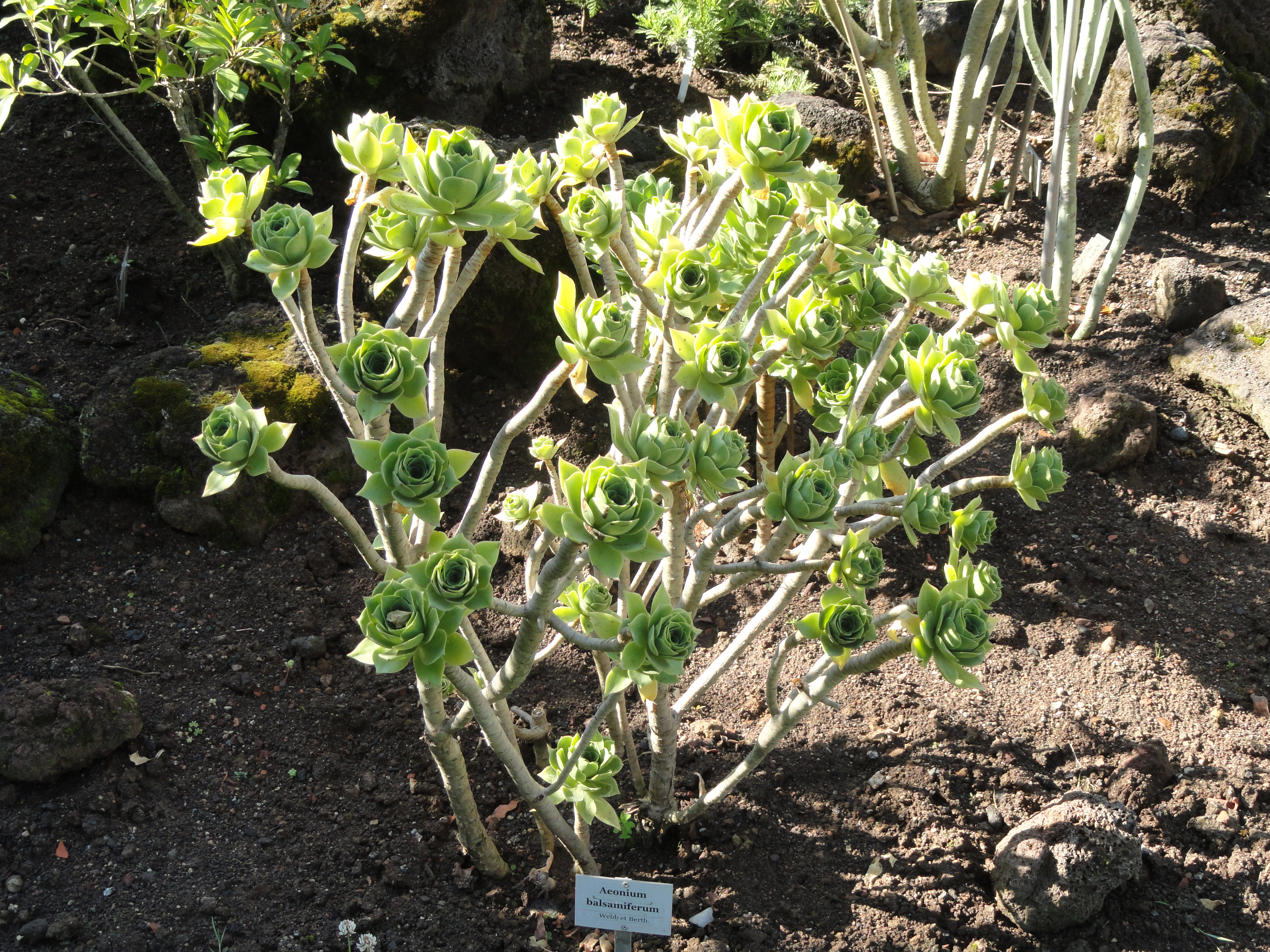
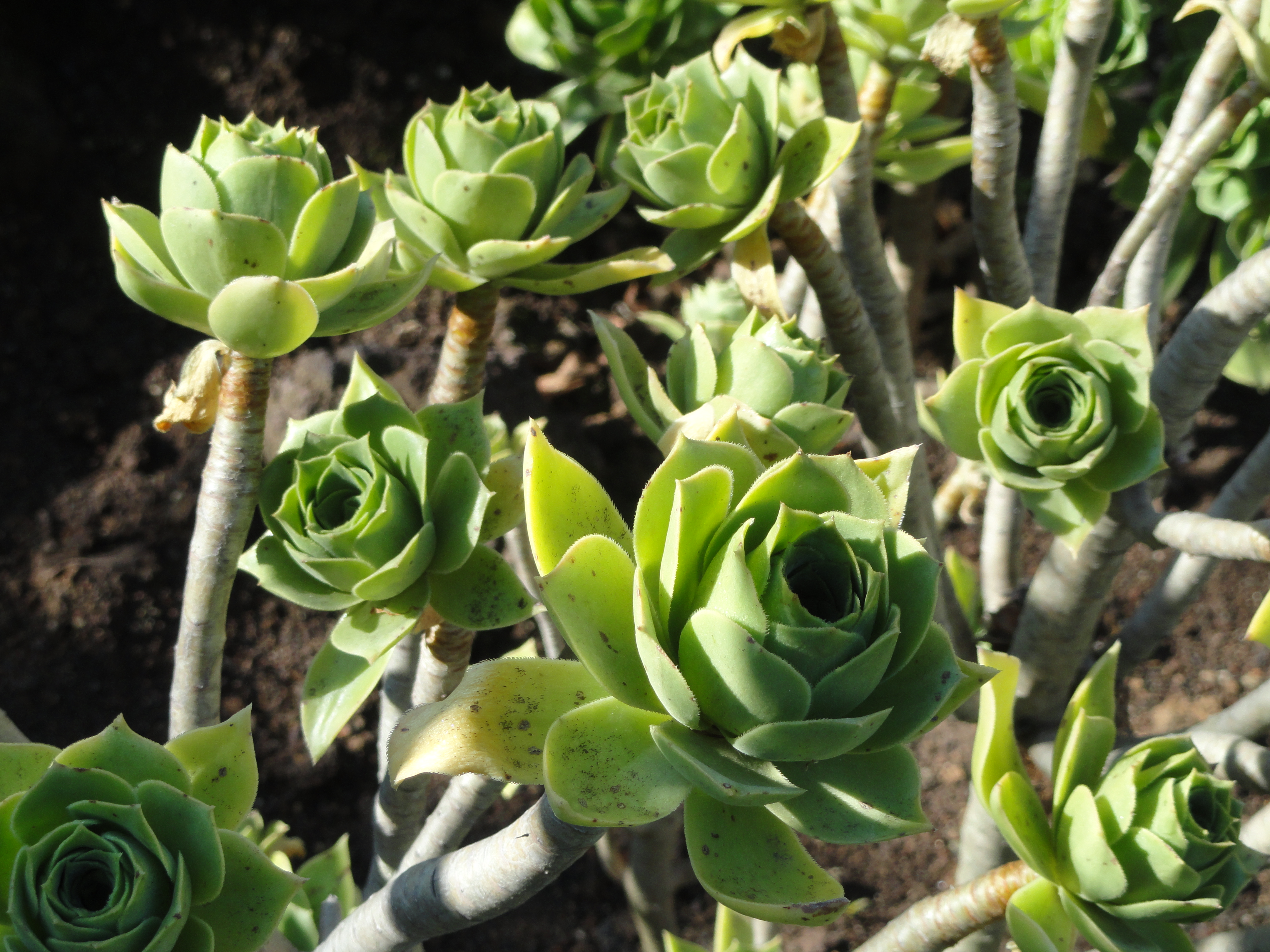
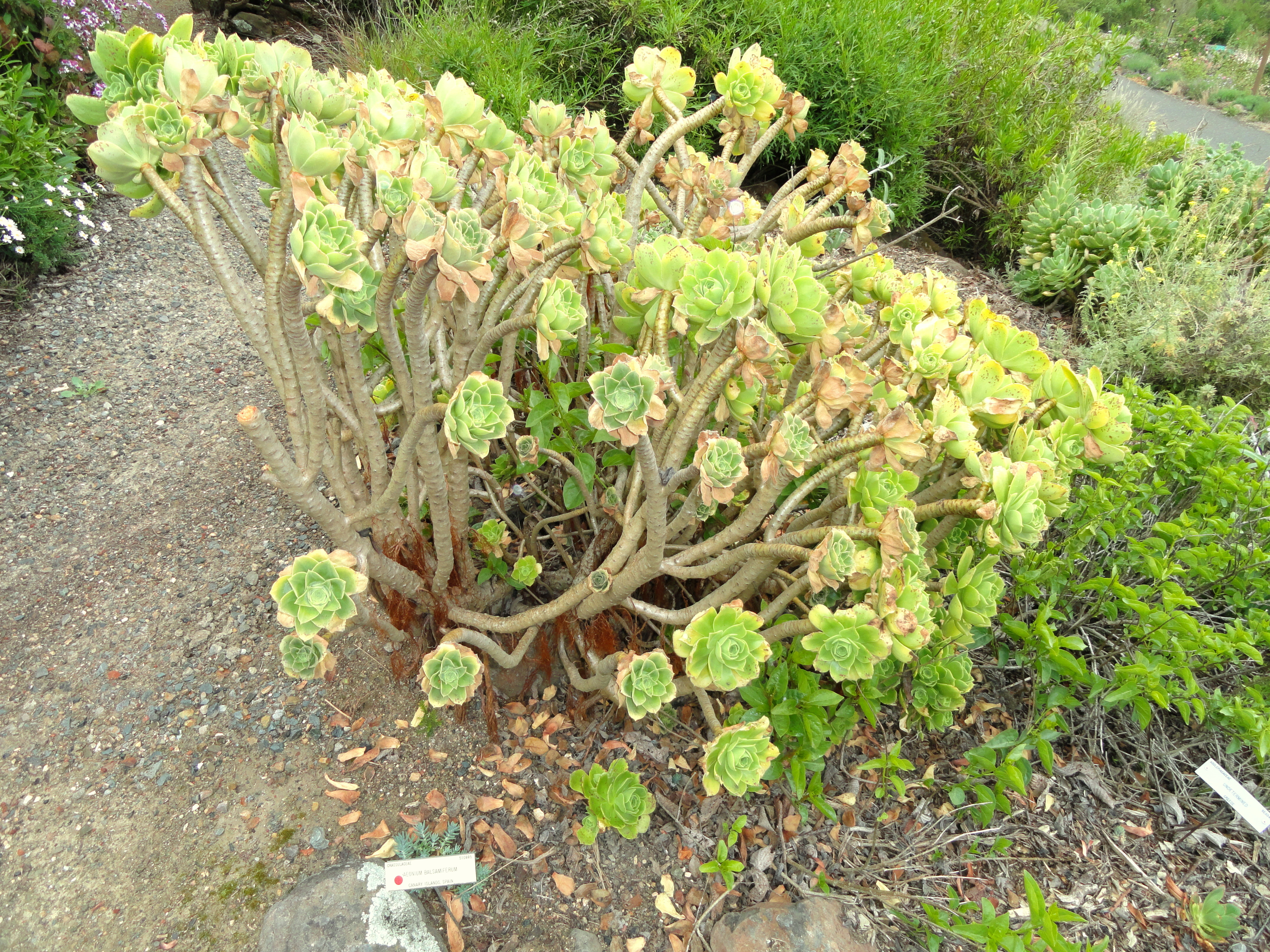
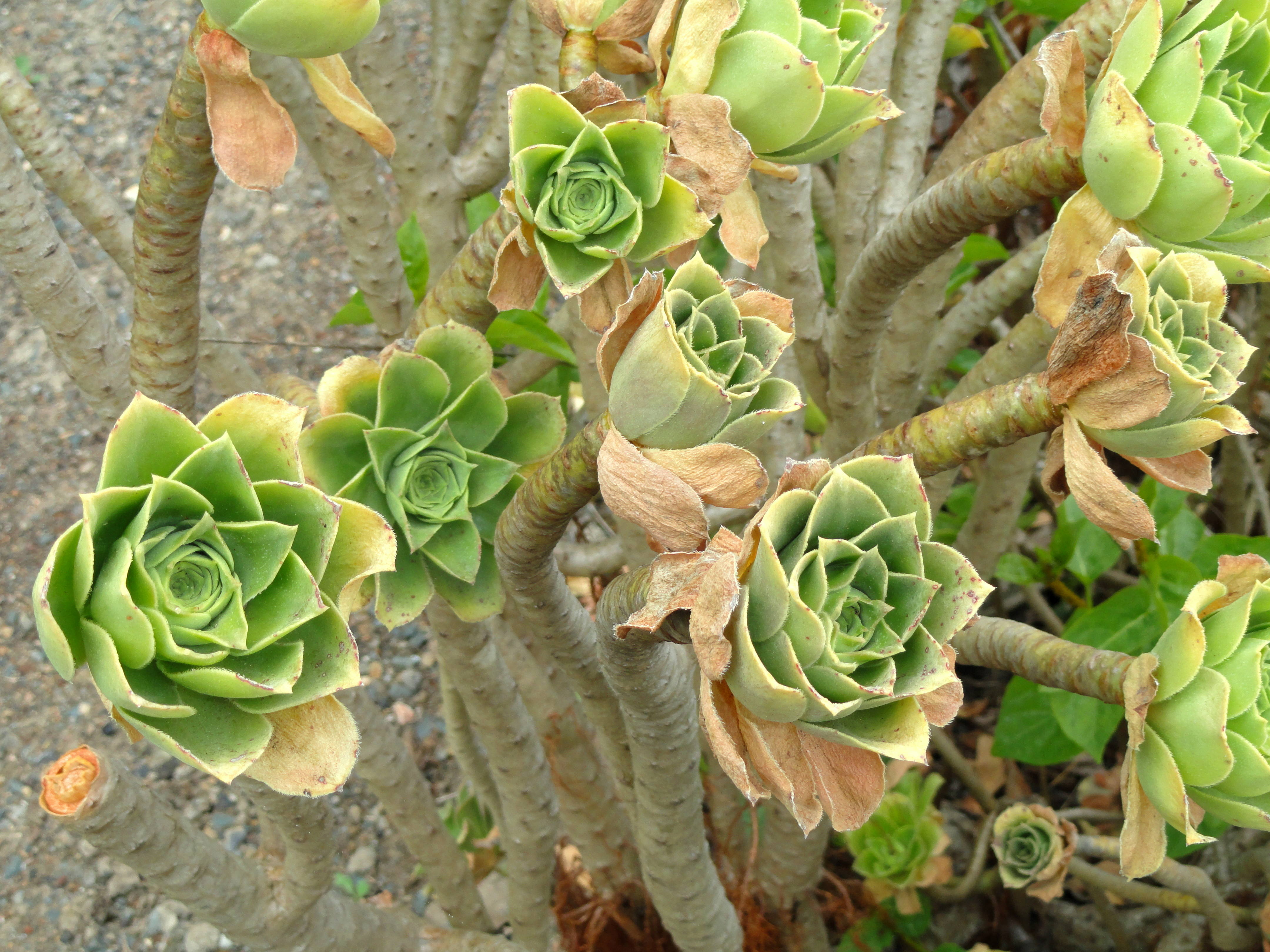
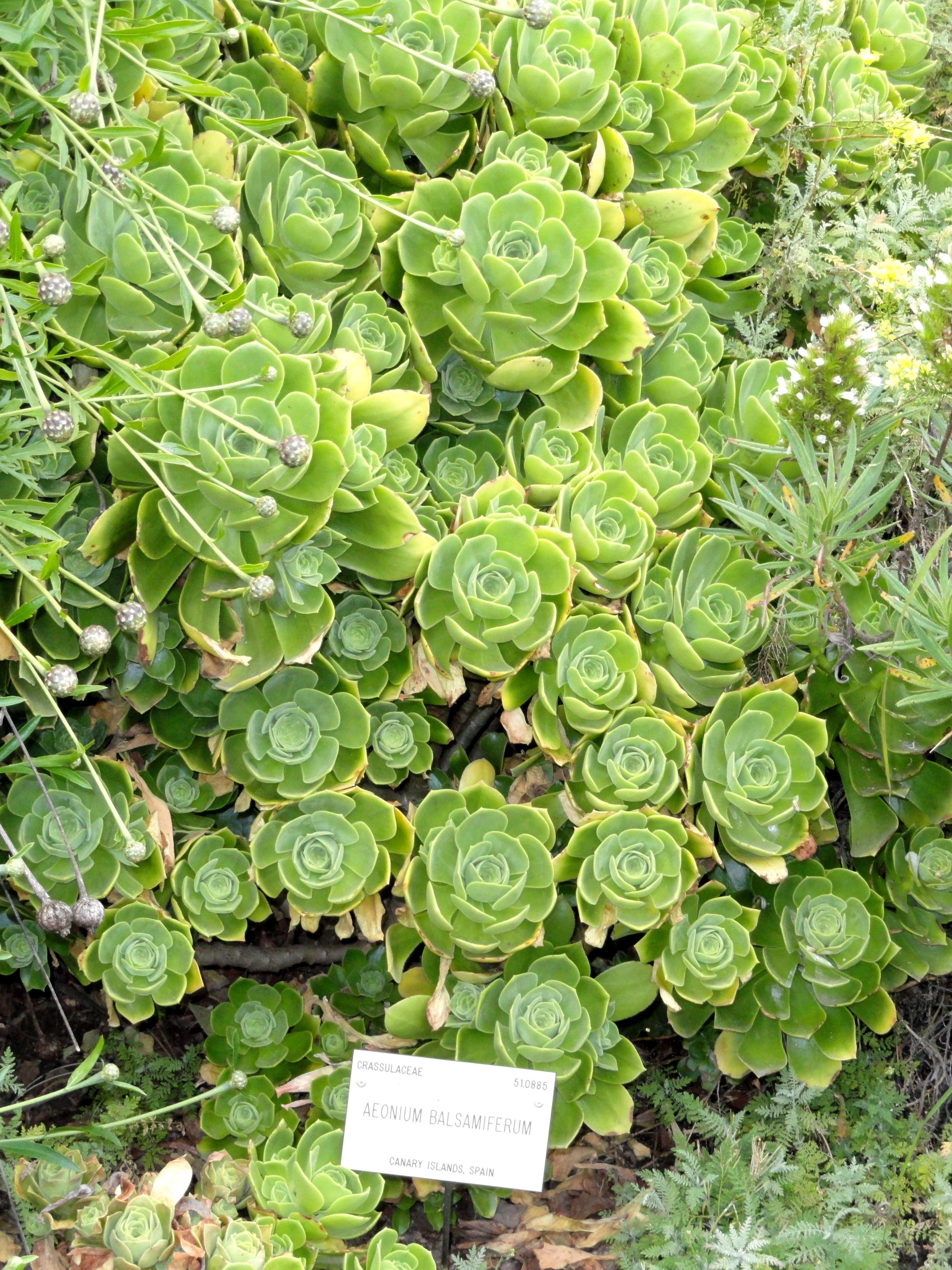